# Casa dels Soviets
La Casa dels Soviets és un edifici situat a la ciutat de Kaliningrad (anomenada Königsberg fins al 1946), un enclavament de Rússia. Els habitants de la ciutat l'anomenen de vegades el «robot enterrat» perquè la seva aparença recorda el cap d'un robot gegant que està enterrat fins a les espatlles a terra. L'arquitecte en cap va ser Yulian L. Shvartsbreim i va ser construït al territori ocupat prèviament pel Castell de Königsberg. L'edifici està situat a la plaça central de Kaliningrad a la intersecció de les avingudes Xevtxenko i Lenin.

## Història
El Castell de Königsberg va resultar greument danyat durant el bombardeig de Königsberg a la Segona Guerra Mundial. La ciutat va romandre sota control de la Unió Soviètica després de la guerra i les autoritats soviètiques van optar per no conservar les restes del castell, afirmant que era un romanent del feixisme. El que va restar del castell va ser enderrocat i netejat entre 1967 i 1969.
La idea del que es construiria al seu lloc denotava influències de les obres de Lúcio Costa i Oscar Niemeyer, en particular del disseny de la ciutat de Brasília. Hi va haver dos concursos d'arquitectura per a la reconstrucció de la zona, el 1964 i el 1974, als quals es van presentar estudis de Moscou, Leningrad, Lituània, Letònia i Estònia. El disseny escollit va ser el de l'arquitecte nascut a Kíev Yulian L. Shvartsbreim, que havia estat guardonat amb el premi estatal de la Unió Soviètica i era una figura respectada a la República Socialista Federativa Soviètica de Rússia, i el seu estudi TsNIIEP.

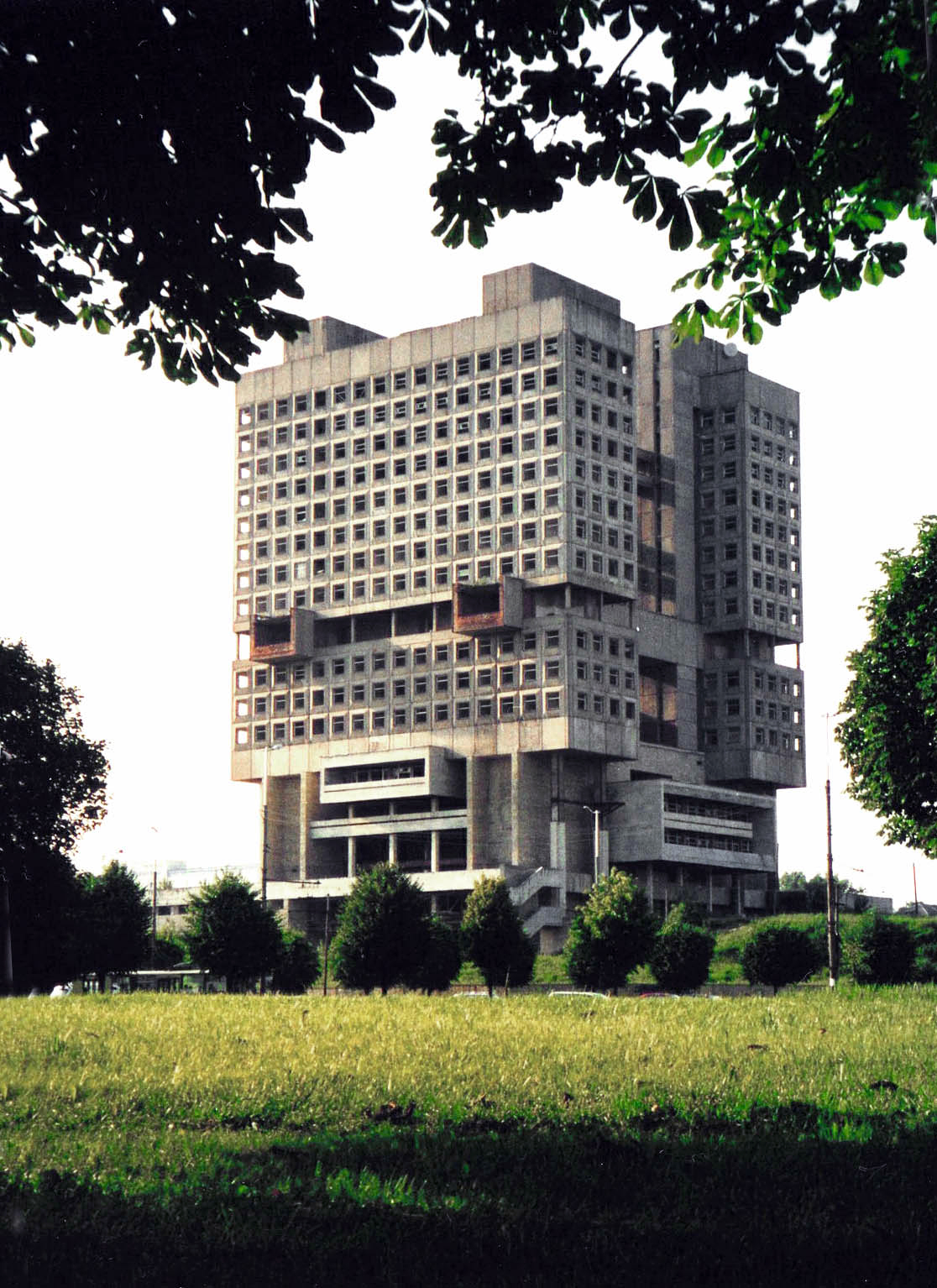
Casa dels Soviets el 2002

La construcció del que seria l'edifici de l'administració central de l'óblast de Kaliningrad va començar el 1970. Està situat a l'est de l'antic castell, a prop de l'antic fossat. El sòl i els fonaments van resultar inapropiats per a suportar les vint-i-vuit plantes del projecte original, raó per la qual només es van construir vint-i-una plantes. Les obres es van aturar el 1985 després que el comitè regional del Partit Comunista de la Unió Soviètica perdés l'interès pel projecte i es quedés sense finançament. El 1992 hi va haver un intent de completar la construcció amb finançament danès però va ser abandonat.
El 2005, per al 60è aniversari de Kaliningrad i el 750è de Königsberg, efemèride que va comportar la visita del president de Rússia Vladímir Putin, l'exterior de l'edifici es va pintar de color blau clar i s'hi van instal·lar finestres. Aquestes obres van disminuir el seu aspecte inquietant, tot i les crítiques per ser un modern poble Potemkin car el seu interior va continuar inacabat i inutilitzable.
Mentre que hi ha qui considera la Casa dels Soviets un dels pitjors exemples de l'arquitectura soviètica de postguerra, també hi ha qui el veu com un bon exemple de l'arquitectura brutalista.
El 2020, el governador de l'óblast de Kaliningrad, Anton Alikhànov, va anunciar un pla per a la demolició i reconstrucció de la Casa dels Soviets després que l'administració regional prengués possessió de l'edifici el juliol de 2019. Les obres haurien d'haver començat el 2021 i finalitzar el 2025. La decisió va ser rebutjada per la branca local del Partit Comunista que exigia la convocatòria d'un referèndum sobre el futur de la Casa dels Soviets.